# Istvaeoner
Istvaeonerna var en av de tre ursprungliga folkgrupperna av Västgermanerna i nuvarande Tyskland enligt Tacitus, tillsammans med herminonerna (inklusive sveberna) och ingaevonerna). Istvaeoner var vid Tacitus tid bosatta vid Rhen ner till Neckar och bort till Weser. De behärskade den stora gränsflodens ömse sidor med undantag av Schwarzwald, där en svebisk stam bodde. Detta faktum gav dem dock ingen större makt eftersom de, trots att de hade släktskap, inte samarbetade utan levde i småstammar.
Istvaeoner mäktigaste folkstam var chatterna, och andra stammar var bland andra sigambrer och tenkterer.